# Heinrich Eberbach
Heinrich Kurt Alfons Willy Eberbach, detto Hans (Stoccarda, 24 novembre 1895 – Notzingen, 13 luglio 1992), è stato un generale tedesco.

## Biografia
Combattente nei ranghi dell'esercito tedesco durante la prima guerra mondiale, nel corso della quale venne ripetutamente ferito, nel 1935 entrò a far parte della Wehrmacht divenendo uno dei più esperti e abili ufficiali delle nuove truppe corazzate tedesche. Durante la seconda guerra mondiale, al comando di reparti di carri armati, si distinse nella campagna di Polonia e nella campagna di Francia. Durante l'operazione Barbarossa e la battaglia di Mosca, guidò con grande energia i reparti panzer di punta del gruppo corazzato del generale Heinz Guderian.
Dopo essere stato nuovamente ferito e aver assunto per un periodo incarichi di direzione delle Panzertruppen, nel 1944 prese il comando della maggior parte delle forze corazzate tedesche impegnate nella battaglia di Normandia, sostituendo il generale Leo Geyr von Schweppenburg, e combatté con valore e risolutezza per impedire la disfatta tedesca e ritardare la chiusura della sacca di Falaise. Dopo essere riuscito a salvare una parte delle sue forze, venne catturato durante la ritirata il 31 agosto 1944 dalle forze britanniche della Seconda Armata.
Durante la guerra ricevette per il valore dimostrato la prestigiosa decorazione della Croce di Cavaliere della croce di ferro con foglie di quercia.

## Famiglia
Eberbach era sposato. Suo figlio, Heinz-Eugen Eberbach, intraprese anch'egli la carriera militare come ufficiale. Dal 20 settembre fino al 30 novembre 1944 fu anch'egli prigioniero degli inglesi, a Trent Park.